# Caspar Arquint
Caspar Arquint (* 1. September 1922 in München; † 28. Dezember 2013 in Sachseln; heimatberechtigt in Tarasp) war ein Schweizer Unternehmer. Er gehörte in den 1960er Jahren zu den Pionieren der Verarbeitung von Bio-Lebensmitteln.

## Leben
Von 1941 bis 1944 absolvierte Arquint ein Rechtsstudium an den Universitäten Freiburg im Üechtland und Zürich. 1951 erwarb er das Patent als Zürcher Rechtsanwalt, und 1958 promovierte er in Freiburg.
1954 war er Gründer der Nahrungsmittelfirma Somalon, der späteren bio-familia AG, mit Sitz in Sachseln. Die Firma begann als erste mit der Produktion von Fertig-Birchermüesli. Bis 1987 war Arquint dort als Geschäftsführer tätig. Finanziert wurde der Aufbau der bio-familia AG von der Familie Hipp in Deutschland.
Ab 1957 war er Obwaldner Oberrichter im Nebenamt, 1959 bis 1979 Obergerichtspräsident und von 1973 bis 1979 Verwaltungsgerichtspräsident.
Von 1982 bis 1991 war Arquint bei der Anbau- und Verwertungsgenossenschaft (AVG) Galmiz Mitglied der Verwaltung.
Er war verheiratet mit Elisabeth Dubas.